# Oruza leucocraspia
Oruza leucocraspia är en fjärilsart som beskrevs av George Francis Hampson 1910. Oruza leucocraspia ingår i släktet Oruza och familjen nattflyn. Inga underarter finns listade i Catalogue of Life.